# LaVern Baker
LaVern Baker, född Delores Evans 11 november 1929, död 10 mars 1997, var en amerikansk R&B-sångerska. Hon hade under 1950-talet hitar som "Tra La La", "Jim Dandy" och "I Cried a Tear".
Baker valdes 1991 in i Rock and Roll Hall of Fame.

## Diskografi
Album
- 1956 – LaVern
- 1957 – LaVern Baker
- 1958 – LaVern Sings Bessie Smith
- 1959 – Precious Memories
- 1959 – Saved
- 1959 – Blues Ballads
- 1963 – See See Rider
- 1970 – Let Me Belong to You
- 1991 – LaVern Baker Live in Hollywood '91
- 1992 – Woke Up This Mornin'
- 2009 – Bob Ting a Ling